# Důl Štavalj
Důl Štavalj (v srbské cyrilici Штаваљ) se nachází na jihozápadě Srbska v blízkosti města Sjenica.
V provozu je již od roku 1936. V dole se těží hnědé uhlí. Až do roku 1967 probíhala těžba v jámě Naděje, která byla uzavřena; do roku 1976 probíhala také těžba jámě Stupsko polje. Patří k nejproduktivnějším dolům současnosti s prokázanými zásobami až 240 milionů tun uhlí.
V roce 2014 a 2016 jednal srbský premiér Aleksandar Vučić s českým premiérem Bohuslavem Sobotkou ohledně možné rekonstrukce dolu. Zastaralé vybavení dolu způsobil především nedostatek investic během 90. let a začátku 21. století, kdy se kvůli sankcím a vojenským operacím nacházela srbská ekonomika v útlumu.